# Beaufort (Luxemburgo)
Beaufort é uma comuna do Luxemburgo, pertence ao distrito de Grevenmacher e ao cantão de Echternach.

## Demografia
Dados do censo de 15 de fevereiro de 2001:
- população total: 1.551
  - homens: 785
  - mulheres: 766
- densidade: 112,88 hab./km²
- distribuição por nacionalidade:

| Nacionalidade  | População | %      |
| -------------- | --------- | ------ |
| luxemburgueses | 960       | 61,90% |
| estrangeiros   | 591       | 38,10% |
| - portugueses  | 301       | 19,41% |
| - franceses    | 32        | 2,06%  |
| - italianos    | 12        | 0,77%  |
| - belgas       | 18        | 1,16%  |
| - alemães      | 53        | 3,42%  |
| - iuguslavos   | 80        | 5,16%  |
| - outros       | 95        | 6,13%  |

- Crescimento populacional:

| Ano        | População |
| ---------- | --------- |
| 15/02/2001 | 1.551     |
| 01/01/2002 | 1.615     |
| 01/01/2003 | 1.642     |
| 01/01/2004 | 1.664     |
| 01/01/2005 | 1.774     |
| 01/01/2010 | 2.126     |
| 01/01/2015 | 2.478     |
| 01/01/2021 | 2.901     |